# Харитонов, Сергей Валерьевич
Серге́й Вале́рьевич Харито́нов (англ. Sergei Kharitonov, род. 18 августа 1980, Плесецк, Архангельская область, СССР) — российский спортсмен, преимущественно известный по профессиональным выступлениям в боях по смешанным единоборствам (ММА — от англ. Mixed Martial Arts), бронзовый призёр Гран-при Pride Fighting Championships (2004). За свою карьеру в ММА он выступал под эгидой Pride, К-1 Hero’s, Dream, Strikeforce, а в настоящее время Сергей имеет контракт с Bellator, а также является президентом российской федерации универсального боя (UNIFIGHT).
Одержал победы над такими бойцами как Фабрицио Вердум, Андрей Орловский, Алистар Оверим, Педро Ризу, Рой Нельсон и другими.
Помимо смешанных единоборств Харитонов участвует в боях по правилам профессионального кикбоксинга (турниры K-1 и Ultimate Glory Series), а также любительского бокса.

## Детство и увлечение спортом
В 1997 году Харитонов поступил в Рязанское высшее воздушно-десантное командное училище. Пять лет был бессменным капитаном сборной ВДВ по рукопашному бою. Имеет воинское звание майор.

## Спортивная карьера

### 2000—2004
Профессиональную карьеру Харитонов начал в 2000 году, когда он принял участие в «турнире-восьмёрке», проходившем в Ялте. Он завершил все три боя досрочно в первом раунде: заставил сдаться Замира Сыргабаева, нокаутировал Вячеслава Колесника и одержал победу над Романом Савочкой ввиду травмы последнего. Через три года Харитонов выиграл турнир в Екатеринбурге, где он сумел провести болевые приёмы Османли Вагабову и Давиду Швелидзе.
После этого Сергей подписал контракт с Pride Fighting Championships (Pride) и приехал в Японию. Ещё в 2002 году он принял приглашение Владимира Погодина присоединиться к основанному им профессиональному спортивному клубу Russian Top Team (RTT), в который в те годы в RTT входили спортсмены из бывшего СССР (как правило, выходцы из самбо), такие как: Фёдор и Александр Емельяненко, Волк-хан, Михаил Илюхин и др., а сам Погодин был их менеджером. Тренировки и совместные сборы не могли не сказаться на уровне мастерства Харитонова.
5 октября 2003 года он дебютировал на турнире «Pride Bushido 1», выйдя в ринг против Джейсона «Нобунаги» Сатти. В этом поединке Сергею несколько раз удавалось переводить соперника в партер, и, в конце концов, улучшив позицию, он выполнил болевой приём «рычаг локтя». Таким же образом Харитонов победил и следующего оппонента — Кори Питерсона на «Pride 27». Между этими двумя боями Сергей принял участие в боксёрских соревнованиях, выступив в составе команды Таджикистана в категории «свыше 91 кг». В рамках V Центральноазиатских игр, проходивших в Душанбе, он, одержав в полуфинале победу над Шерзодом Тургуновым из Кыргызстана, уступил в финальной схватке Рустаму Саидову из Узбекистана. В январе 2004 года также в составе таджикской команды Харитонов участвовал в 22-м Чемпионате Азии по боксу, проходившем в Пуэрто-Принсесе, и вновь уступил в финале Саидову.
Вернувшись в Японию, Сергей попал в число 16 тяжеловесов, отобранных для участия в Гран-при Pride. Его соперником в первом бою был член бразильской команды Chute Box Academy Мурилу Руа. Несмотря на то, что бразилец заметно уступал Сергею в габаритах (в дальнейшем он перейдёт в средний вес), Руа с самого начала поединка вступил в размен ударами и не стремился перевести бой в партер, где он смог бы попытаться выполнить болевой и удушающий приём. В итоге на пятой минуте Харитонов нокаутировал оппонента. Четвертьфинальные поединки состоялись 20 июня на «Pride Critical Countdown 2004». Соперником Харитонова стал нидерландский боец Сэмми Схилт, прозванный за свой рост «Небоскрёбом». Будучи изначально каратистом и имея опыт выступлений по кикбоксингу, Схилт предпочитал проводить бои в стойке, чему также способствовала длина конечностей, позволяющая держать оппонента на расстоянии. В начале поединка нидерландец достал Сергея несколькими джебами, и Харитонов сменил тактику, переведя соперника на настил при помощи захвата ноги. Там он занял доминирующую позицию. Тем не менее, Схилту удалось перевернуть российского бойца, после чего последний поднялся в стойку, где едва не был нокаутирован ударом колена и был вынужден уйти в клинч. Судья развёл бойцов, и Харитонов вновь перевёл бой в партер, где в течение нескольких минут наносил удары сверху. Затем он занял маунт и, зафиксировав одну руку Схилта коленом, а вторую держа своей рукой, начал наносить безответные удары в голову соперника, пресекая его попытки выйти из опасного положения, после чего рефери остановил поединок.
«… бой был тактический … отдали победу ему … немножко он меня переиграл.»
Состоявшийся 15 августа «Pride Final Conflict 2004» включал в себя полуфиналы Гран-при, победители которых в последнем бою ивента должны были определить чемпиона. Одну из пар составлял поединок Харитонов—Ногейра. Для обоих бойцов эта схватка была важна. Ногейра владел чемпионским поясом Pride до 2003 года, когда уступил его Фёдору Емельяненко; вторую полуфинальную пару составили Емельяненко и Наоя Огава, и явным фаворитом выглядел первый; таким образом, у бразильца появлялся шанс взять реванш за поражение годичной давности. Харитонов имел в Pride на момент боя серию из четырёх побед подряд, и выход в финал Гран-при открывал ему перспективы стать следующим претендентом на чемпионство. Однако в течение боя именно Ногейра доминировал и в итоге одержал победу единогласным решением, нанеся Сергею первое поражение в карьере.
2004 год закончился для Сергея участием в чемпионате России по боксу, проходившем в Самаре. Он завоевал серебряную медаль, уступив в финале Исламу Тимурзиеву.

### 2005—2007
В следующем MMA-бою Харитонов одержал убедительную победу нокаутом в первом раунде над корейским борцом Чхве Му Бэ. В июле 2005 года на «Pride Critical Countdown 2005» Сергей встретился с бразильцем Педру Риззу. Риззу, четырёхкратный чемпион Бразилии по тайскому боксу, имевший на тот момент в кикбоксинге 31 победу (30 нокаутом) и единственное поражение, и трижды претендент на титул чемпиона UFC в тяжёлом весе, нокаутировавший Джоша Барнетта и Андрея Орловского и сумевший победить решением Марка Коулмена, считался грозным оппонентом, способным решить исход поединка одним ударом. Тем не менее, Сергей доминировал в бою и заработал победу техническим нокаутом, после того как отправил оппонента на настил, нанёс эффектный удар ногой в голову — так называемый «футбольный удар» (англ. soccer kick) — и продолжил добивание ударами сверху. Через месяц после этого боя Харитонов выступил на турнире под эгидой Rings Russia, проходившем в Екатеринбурге, где на седьмой минуте первого раунда провёл «рычаг локтя» Петеру Мулдеру.
В октябре Харитонов провёл поединок на «Pride 30» против бразильца Фабрисиу Вердума. Схватка обещала стать противостоянием стилей: Сергей зарекомендовал себя как мощный «ударник», в то время как Вердум мастерски владел бразильским джиу-джитсу. В первом раунде преимущество было на стороне бразильца, использовавшего захваты за ногу для перевода схватки в партер, однако в дальнейшем у Харитонова стало получаться эффективно защищаться; при этом он избегал попыток Вердума навязать борьбу внизу: Сергей оставался в стойке, вынуждая рефери раз за разом поднимать Фабрисиу из партера. И хотя в третьем раунде Харитонов, нанёсший противнику рассечение под правым глазом, был близок к досрочному завершению, исход поединка решили судьи, отдавшие Сергею победу раздельным решением.
В феврале 2006 года Харитонов принял участие в «Pride 31» боем против Алистара Оверима, представлявшего Нидерланды. Оверим с первых же секунд сумел перевести схватку в партер и, заняв сайд маунт, начал наносить удары локтями, коленями и предплечьем. Позже ему удалось занять маунт и продолжить избиение из этой позиции. Харитонов, у которого из-за ударов открылось рассечение, попытался выйти из опасного положения, но Оверим, вновь перейдя в сайд-контрол, не прекращал атак, что послужило причиной остановки боя на шестой минуте. После удара гонга выяснилось, что Сергей в начале схватки повредил правое плечо, и на послематчевой пресс-конференции его тренер сообщил, что Харитонова увезли в больницу для обследования.
Восстановление заняло полгода, и в следующий раз Сергей вышел на ринг в сентябре, чтобы встретиться с бывшим одноклубником по RTT Александром Емельяненко в резервном бою финальной части Гран-при Pride в открытом весе, из борьбы за который Емельяненко выбыл в первом круге, уступив Джошу Барнетту. Так как оба противника, как правило, завершали свои поединки досрочно, то в этом противостоянии также ожидалась скорая развязка. Бой начался с обменов ударами, в котором точнее был Емельяненко, однако Харитонов сумел точным попаданием отправить соперника в нокдаун и занять маунт. Тем не менее Александр сумел выйти из опасного положения и, продолжив бой в стойке, уже в свою очередь потряс Сергея двумя ударами. Харитонов попытался захватить ноги Емельяненко, но последний пресёк эти попытки, продолжая наносить удары. Рефери остановил поединок после того, как боец Red Devil Fighting Team принялся безответно атаковать соперника коленями, заняв позицию сбоку.
В феврале 2007 года состоялся второй турнир Pride на территории США: прошедший в Лас-Вегасе «Pride 33». Среди прочих поединков в андеркарте ожидался бой Харитонов—Ивел, однако Атлетическая комиссия штата Невада отказала последнему в выдаче лицензии. К слову, появление Сергея тоже было под вопросом: из-за его статуса действующего военнослужащего у него возникли трудности с получением визы. Однако в итоге он принял участие в турнире, а заменой Айвелу выступил американец Майк Руссоу, который на тот момент был малоизвестным бойцом, имевшим в послужном списке три победы и один бой, объявленный не имеющим результата. Получивший статус фаворита, Харитонов поначалу испытал трудности: Руссоу удалось несколько раз попасть с правой руки, а затем, захватив ногу во время выполнения Сергеем лоукика, перевести бой в партер. Харитонов сумел подняться в стойку, однако американец вновь опрокинул его на настил и занял доминирующее положение. Тем не менее Сергею удалось захватить руку соперника и выполнить «рычаг локтя» из положения снизу. Постучав в знак сдачи, Руссоу высказал недовольство тем, что Харитонов, по словам Майка, удерживал его за перчатку (что запрещено правилами), не давая высвободить руку из захвата.

### 2007—2011
Компания Zuffa, купившая Pride, в 2007 году закрыла японский промоушен, а бывшие бойцы были вынуждены искать новое место работы. Часть из них подписала контракты с американской UFC, а некоторые остались в Японии, начав сотрудничество с компанией Fighting and Entertainment Group (FEG), которая занималась организацией турниров под брендами Dream, Hero’s, K-1 Dynamite!!. В числе последних оказался и Сергей Харитонов. В своём дебютном поединке под эгидой нового промоушена, прошедшем в рамках «супербоя» на финальной части Гран-при Hero’s в среднем весе, он во второй раз встретился с Алистаром Оверимом и взял у него реванш за предыдущее поражение, нокаутировав оппонента в первом раунде. Незадолго до этой схватки Сергей сменил команду: расставшись с RTT, он пополнил ряды базирующегося в Нидерландах клуба Golden Glory, в котором состояли многие известные бойцы, например Сэмми Схилт, Халиб Арраб, Штефан Леко и тот же Оверим. Также он вновь попробовал свои силы любительском боксе, приняв участие в чемпионате России по боксу 2007 года, проходившем в Якутске, где Сергей, одержав в категории свыше 91 кг две победы, уступил во втором раунде четвертьфинального поединка за явным преимуществом по очкам будущему вице-чемпиону Исламу Тимурзиеву.
Следующие выступления Харитонов провёл на турнирах Dream. Первым из них стал бой в сентябре 2008 года в андеркарте «Dream 6». Изначально его соперником должен был стать непобеждённый на тот момент в боях по смешанным правилам самоанец Сиала-Моу Силига по прозвищу «Могучий Мо», более известный по выступлениям в K-1. Однако полученная травма вынудила его отказаться от боя, а организаторов — срочно искать замену. Ею стал малоизвестный американский боец Джимми Амбрис. Бой начался с атак Харитонова, отправившего соперника в нокдаун, от которого тот, впрочем, быстро оправился и, захватив Сергея за ноги, попытался провести бросок. Харитонов схватился за канаты, за что был наказан жёлтой карточкой. После возобновления поединка на Амбриса обрушилась серия ударов, и он вновь оказался на настиле. Сергей принялся добивать соперника и вынудил его сдаться.
«Я действительно проиграл. … Я не очень много тренировал партер, а бой прошёл именно там, где я попался на удушение.»
Вторым выступлением Харитонова в Dream стал бой, который он провёл 5 апреля 2009 года в рамках основного карда «Dream 8». Его соперником был объявлен Марк Хант, но вновь из-за травмы оппонент был заменён: его место занял Джефф Монсон. Двукратный чемпион ADCC, Монсон ожидаемо попытался перевести бой в партер с первых секунд. Ему удалось захватить ногу Харитонова и, заняв доминирующее положение, в конце концов провести удушающий приём «север-юг» на второй минуте первого раунда.
Тогда же — в 2009 году — Харитонов дебютировал в профессиональном кикбоксинге на финале Гран-при К-1, прошедшем 5 декабря в Иокогаме. При этом он согласился на выступление за неделю, заменив травмированного бойца из Германии марокканского происхождения Халида Арраба, который должен был встретиться в резервном бою с румыном Даниэлем Гитой. Противостояние обещало быть интересным: для Сергея это был первый опыт выступления в профессиональном кикбоксинге, тем не менее он имел опыт выступлений по боксу и MMA и получил известность благодаря нокаутирующим ударам руками; его противник же, напротив, отдавал предпочтение атакам ногами. Такое отличие в стиле сразу же сказалось на ходе поединка: в течение двух раундов румынский боец атаковал ноги соперника лоукиками, иногда добавляя джебы и удары коленями; Сергей, в свою очередь, сделал ставку на удары руками и удары ногами не использовал. Несмотря на то, что Харитонову несколько раз удалось нанести серии точных ударов, он не смог завершить бой досрочно, а недостаток опыта выступлений по правилам кикбоксинга — в первую очередь техники защиты от лоукиков — привёл к тому, что удары Гиты стали наносить всё больше урона, и в начале третьего раунда Харитонов после очередного удара по ногам не смог подняться и продолжить бой, а также не смог самостоятельно покинуть ринг.
Следующий поединок Сергей провёл в октябре 2010 года против японца Такуми Сато на этапе Гран-при K-1, проходившем в Сеуле, в рамках «супербоя» и без видимых проблем на исходе третьей минуты первого раунда нокаутировал соперника. Но уже в декабре на токийском финале в свою очередь был нокаутирован индийцем Джайдипом Сингхом. Несмотря на это, уже через несколько дней — по прошествии полутора лет после поражения от Монсона — Харитонов провёл бой по правилам MMA. Первоначально его соперник — японец Тацуя Мидзуно — должен был выступать против Жерома Ле Банне, однако в дальнейшем французу предложили в качестве соперника олимпийского чемпиона по дзюдо Сатоси Исии. Харитонов начал бой агрессивно, сумел оттеснить противника в угол и поразить правым прямым. Потрясённый Мидзуно попытался разорвать дистанцию, но Сергей провёл удары коленом в голову и последующую «двойку», одержав победу нокаутом на четвёртой минуте первого раунда.
Ещё летом 2010 года Харитонов подписал контракт с американским промоушеном Strikeforce. В конце 2010 года президент Strikeforce Скотт Кокер сообщил, что восемь сильнейших бойцов тяжёлого веса, имеющих контракт со Strikeforce, — Алистар Оверим, Фёдор Емельяненко, Фабрисиу Вердум, Джош Барнетт, Сергей Харитонов, Антониу Силва, Андрей Орловский и Бретт Роджерс — проведут бои друг с другом в следующем году. В январе 2011 года был анонсирован турнир-восьмёрка — Гран-при Strikeforce в тяжёлом весе. Соперником Харитонова в четвертьфинале, назначенном на 12 февраля, стал Андрей Орловский.
«Мне плевать что думают эксперты — я знаю, что я выиграю этот турнир!»
До поединка предпочтения как букмекеров, так и обозревателей были на стороне Орловского. Показанный в прямом эфире телеканала Россия-2 бой начался с обоюдного обмена ударами, причём Орловский действовал первым номером, в то время как Харитонов ограничивался одиночными ударами и работой в клинче. В конце концов Сергею удалось оттеснить Андрея к сетке и нанести серию точных ударов, завершив её правым боковым, отправившим Орловского на настил ринга. Харитонов принялся добивать упавшего противника и сумел нокаутировать его левым хуком. После этой победы Харитонов получил ярлык «тёмной лошадки» Гран-при.
«Я — профессиональный спортсмен, и это предложение оказалось как нельзя кстати. Несмотря на то, что турнир WSB проходит под эгидой любительского бокса, правила приближены к боям профессионалов. … Кроме того, упускать возможность «освежить» свои боксёрские навыки тоже не хотелось, и теперь недостатка в спарринг-партнёрах по боксу у меня нет.»
До следующего боя в рамках Гран-при, запланированного на август, Харитонов вновь вышел на боксёрский ринг. Он подписал контракт с командой «Baku Fires» из Баку для участия в первом турнире World Series Boxing. Согласно правилам Международной ассоциации любительского бокса (AIBA) спортсмен, выступивший в профессиональном поединке, лишается права участвовать в любительских соревнованиях под эгидой AIBA, в том числе и в Олимпийских Играх. Всемирная серия бокса — командный турнир, организованный дочерней компанией AIBA, в котором спортсменам выплачиваются гонорары, правила приближены к профессиональным (три судьи, оценивающие по 10-балльной шкале; отсутствие шлемов и маек) и при этом боксёры не лишаются права выступать на Олимпиадах.
19 марта Сергей в рамках командной встречи «Baku Fires»—"Beijing Dragons" провёл бой против Аусона Йекени. Поединок, прошедший в категории свыше 91 кг, завершился быстро: Харитонов уже в самом начале обрушил на соперника серию ударов и отправил его в нокдаун, после чего продолжил натиск и вынудил секундантов оппонента выбросить полотенце в знак сдачи. 15 апреля он вышел на ринг во второй раз, встретившись с представлявшим команду «Paris United» хорватом Филипом Хрговичем, которому Харитонов уступил раздельным решением по итогам пяти раундов (49—46, 47—48, 49—46). Через месяц, 28 мая 2011 года, на проходившем в Москве этапе Ultimate Glory Series, Харитонов наконец встретился с «Могучим Мо» по правилам K-1. Бой прошёл в обоюдных атаках и закончился победой Сергея, сумевшего точным апперкотом отправить ветерана турниров K-1 в нокаут.
Ожидаемые в конце лета полуфинальные схватки Гран-при Strikeforce были перенесены на октябрь. Соперником Харитонова стал Джош Барнетт, одержавший победу над Бреттом Роджерсом в июне. Бой начался с обоюдного обмена ударами, но вскоре американцу удалось опрокинуть Сергея на настил и занять доминирующее положение, пользуясь которым он принялся наносить удары сверху. Харитонов попытался уйти из проигрышной позиции, однако Барнетту удалось взять удачный захват и провести вариант исполнения руками удушающего приёма «треугольник», заставив противника сдаться за 32 секунды до конца первого раунда.

### 2012—2018
Ранее, в марте 2011 года, было объявлено о покупке компанией Zuffa — владельца крупнейшего ММА-промоушена UFC — компании Strikeforce. Позже стали известно, что согласно планам нового руководства дивизион тяжеловесов будет расформирован. Часть бойцов: к примеру, Вердум и Силва — перешли в UFC, другие подобных контрактов не заключили. Среди не подписавшихся с Zuffa оказался и Харитонов. Он пояснил, что получил от новых владельцев предложение, которое его, однако, не устраивает.
«Ему вообще не стоило входить в размен ударами, а следовало работать на дистанции и быстрее двигаться. … Миллер залез туда, куда ему не следовало.»
Харитонов продолжил сотрудничество с Golden Glory World Series, вновь выступив по правилам K-1 под его эгидой. 23 марта 2012 года он сразился с американцем Марком Миллером — обладателем титула «Нокаут года 2011», в который он отправил противника на девятой секунде боя. Миллер, который, будучи на 20 килограммов легче Харитонова, тем не менее обещал за полминуты нокаутировать Сергея, начал бой с активных атак, однако Харитонов сумел нейтрализовать удары оппонента и, воспользовавшись ошибками американца, в итоге оттеснить его в угол и отправить на настил ринга правым хуком, заработав таким образом победу нокаутом в первом раунде.
Следующим поединком для Сергея должен был стать бой по правилам ММА с американцем Тони Лопесом, запланированный на 26 мая, однако незадолго до назначенной даты Сергей отказался от участия, сославшись на травму шеи. Несмотря на это, уже 1 июня он встретился с малоизвестным «отсидевшим в тюрьме за убийство уличным бойцом» Джоном Дельгадо из Нидерландов. И хотя Харитонов заявил, что не считает бой «проходным», он без видимых усилий завершил его болевым приёмом на первой минуте.
В 2013 году Харитонов перенёс хирургическую операцию в связи с аппендицитом, восстановление после которой заняло длительное время. Отвечая на вопросы о развитии своей карьеры, Сергей вновь подчеркнул, что условия эксклюзивности, прописанные в контракте UFC, его не устраивают, а в конце августа было объявлено о заключении им соглашения с крупнейшим промоушеном на пост-советском пространстве — M-1 Global.
В дебютном поединке в этой организации, прошедшем 16 ноября 2013 года в рамках турнира M-1 Challenge 43, Харитонов нокаутировал одного из лучших белорусских бойцов Алексея Кудина. Далее последовало два боя с американцем Кенни Гарнером, в обоих из которых российский боец одержал победу. В следующем поединке Сергей должен был драться против бразильца Маркуса Винициуса, однако тот получил травму, и вместо него на коротком уведомлении вышел американец камерунского происхождения Рамо Тьерри Сокуджу. Этот бой также закончился победой россиянина. В бою с небезызвестным в России бразильцем Джеронимо дос Сантосом, состоявшемся в горах Ингушетии 22 июля 2017 года, Харитонов, находясь в невыгодном положении в партере, смог выиграть, проведя сопернику редкий болевой приём на ногу. Последний на сегодняшний день поединок Харитонова в M-1 Global против Антона Вязигина, состоявшийся 24 мая 2018 года, был отмечен неприятным казусом. Во втором раунде противник случайно попал Сергею в глаз, в результате чего последнему отдали победу по очкам. Сам Сергей назвал её несправедливой и попросил реванша. Впоследствии бой был признан несостоявшимся.

### Bellator
Дебют Сергея Харитонова в американском промоушене состоялся 5 ноября 2016 года в рамках турнира Bellator 163, соперником стал крепкий середняк Хави Айяла. К удивлению многих, бой закончился уже на 16-той секунде, когда Айяла первым же ударом отправил Харитонова в глубокий нокаут.
31 марта 2017 года на турнире Bellator 175 Сергей провёл свой второй бой в Bellator против Чейза Гормли. Сергей победил нокаутом в первом раунде, закрыв предыдущее поражение Хави Айяле.
3 октября 2018 года Сергей Харитонов провел бой против американца Роя Нельсона в рамках шоу Bellator 207.
С самого начала первого раунда Рой Нельсон начал прессинговать своего соперника. Но почти все атаки успешно пресекались джебами и контратаками в исполнении Харитонова.
В какой-то момент при попытке пройти в ноги сопернику Нельсон оказался на коленях. В этот момент Сергей провёл запрещённый удар коленом в голову. Судья приостановил поединок и снял балл с российского спортсмена. Бой был на грани срыва, но американец успешно восстановился. Поединок продолжился. Нельсон стал действовать более успешно.
К концу первого раунда произошло несколько открытых разменов ударами, после которых американец уменьшил напор. Харитонов дожал своего соперника и отправил Роя Нельсона в нокаут за 3 секунды до окончания первой пятиминутки.
15 февраля 2019 года в американском Анкасвилле состоялся бой между Сергеем Харитоновым и американцем Мэттом Митрионом в рамках турнира Bellator 215, который признали несостоявшимся. Причиной стал удар Мэтта ниже пояса, после чего Сергей отказался продолжать бой.
25 августа 2019 года в рамках шоу Bellator 225 в американском Бриджпорте продолжилось противостояние Харитонова и Митриона. Отдав Митриону начало первого раунда, Сергей смог забрать инициативу и концовку первого раунда. А в начале второго раунда россиянин смог провести эффектную комбинацию из правого апперкота и добивания коленом в челюсть, что принесло Харитонову победу нокаутом. После боя россиянин заявил о том, что рассчитывает на титульный бой в Bellator.
15 ноября 2019 года на турнире Bellator 234 Сергей Харитонов встретился с бывшим претендентом на титул в полутяжёлом весе американцем Линтоном Васселлом. Сергей считался фаворитом боя, но с самого начала не смог завладеть инициативой. После нескольких разменов в стойке Васселл перевёл Сергея в партер, где сразу занял доминирующую позицию и нанёс множество ударов. Во втором раунде ситуация повторилась: Васселл провёл тейкдаун и принялся забивать Харитонова, после чего рефери остановил бой, зафиксировав победу Линтона Васселла техническим нокаутом. Как выяснилось позже, Сергей Харитонов травмировал ногу в первом раунде.

### Бой с Фернандо Родригесом
Контракт с Bellator не препятствует Харитонову участвовать в турнирах других промоушенов. Ранее он уже совмещал выступления в американской организации с боями в M-1 Global и RCC. 23 февраля 2020 года он подрался за пояс WTKF в тяжёлом весе в рамках турнира WTKF 5, проходившего в Белоруссии. Его соперником был боец из Бразилии Фернандо Родригес. Бой закончился во втором раунде победой Харитонова нокаутом. Кроме чемпионского пояса WTKF, Сергей получил также эксклюзивный пояс чемпиона РЕН ТВ.

### Профессиональный бокс
В профессиональном боксе провёл три поединка: в сентябре 2020-го он нокаутировал Дэнни Уильямса во втором раунде, в июне 2021-го — Осборна Мичиману в третьем раунде, а в марте 2022 года оказался сильнее Малика Скотта. В апреле 2021 года успешно дебютировал в лиге боев на голых кулаках в США, нокаутировав в первом раунде американца Майка Кука.

### Бой с Тьяго Кардосо
23 сентября 2023 года на турнире MMA Серия 73 Харитонов нокаутировал в первом раунде бразильца Тьяго Кардосо и завоевал серебряный пояс Победителя лиги.

### Стиль ведения поединков
«Мы все знаем, что Харитонов любит «рубиться», и, оказавшись внизу, он будет бороться, хотя предпочтёт подняться в стойку и бить».
Имея богатый боксёрский опыт, Харитонов отдаёт боксёрской технике предпочтение и в боях по правилам кикбоксинга, в которых удары ногами в его исполнении достаточно редки, и в поединках по правилам ММА, которые он предпочитает проводить в стойке. Следствием этого является значительная доля побед нокаутами. Имея опыт в самбо, Сергей обладает навыками для проведения болевых приёмов, продемонстрировав это, к примеру, в первых двух боях в Pride, однако, что стало особенно заметно с течением времени, по большей части он не осуществляет активные действия в партере, а просто защищается.
Харитонов обладает способностью выдерживать удары и уверенностью в себе, вследствие чего он часто ведёт бой агрессивно, не боясь вступать с оппонентами в размен ударами. В ММА он также использует технику «грязного бокса», удерживая соперника в клинче и атакуя его при этом.

### Титулы и достижения
- Любительский бокс
  -  V Центральноазиатские игры в весе свыше 91 кг (2003)
  -  22 Чемпионат Азии по боксу в весе свыше 91 кг (2005)
  -  Чемпионат России по боксу 2004 года в весе свыше 91 кг
- ММА
  - полуфиналист Гран-при Pride в тяжёлом весе (2004)
  - полуфиналист Гран-при Strikeforce в тяжёлом весе (2011)
- Мировая версия W5
  - Чемпион мировая версия W5 Гран-при Реванш в тяжёлом весе (2014)

## Статистика выступлений

#### ММА
| Результат    | Рекорд   | Соперник                | Способ                                 | Турнир                                       | Дата             | Раунд | Время | Место                   | Примечание                                                                |
| ------------ | -------- | ----------------------- | -------------------------------------- | -------------------------------------------- | ---------------- | ----- | ----- | ----------------------- | ------------------------------------------------------------------------- |
| Победа       | 34-8 (2) | Тьяго Кардосо           | ТКО (удары)                            | MMA Series 72 - All Stars                    | 23 сентября 2023 | 1     | 3:07  | Москва, Россия          |                                                                           |
| Победа       | 33-8 (2) | Роджерс Соуза           | ТКО (удары)                            | MFP 241 - Modern Fighting Pankration 241     | 23 августа 2023  | 1     | 3:52  | Владивосток, Россия     |                                                                           |
| Победа       | 32-8 (2) | Тайрон Спонг            | ТКО (удары)                            | EFC 44 - Eagle FC 44: Spong vs. Kharitonov   | 28 января 2022   | 2     | 2:55  | Майами, США             | Дебют в Eagle FC.                                                         |
| Победа       | 31-8 (2) | Фабио Мальдонадо        | ТКО (удары)                            | MFP Parus Fight Championship                 | 6 ноября 2021    | 1     | 3:28  | Абу-Даби, ОАЭ           | Бой за титул чемпиона Parus FCs в тяжёлом весе.                           |
| Поражение    | 30-8 (2) | Чейк Конго              | Сабмишин (удушение сзади)              | Bellator 265                                 | 20 августа 2021  | 2     | 4:59  | Су-Фолс, США            |                                                                           |
| Победа       | 30-7 (2) | Фернандо Родригес       | КО (удар)                              | WTKF 5                                       | 23 февраля 2020  | 2     | 0:52  | Минск, Беларусь         | Завоевал титул чемпиона WTKF в супертяжёлом весе                          |
| Поражение    | 29-7 (2) | Линтон Васселл          | ТКО (удары)                            | Bellator 234                                 | 15 ноября 2019   | 2     | 3:15  | Тель-Авив, Израиль      |                                                                           |
| Победа       | 29-6 (2) | Мэтт Митрион            | ТКО (удары)                            | Bellator 225                                 | 24 августа 2019  | 2     | 1:24  | Бриджпорт, США          |                                                                           |
| Не состоялся | 28-6 (2) | Мэтт Митрион            | NC (случайный удар в пах)              | Bellator 215                                 | 15 февраля 2019  | 1     | 0:15  | Анкасвилл, США          |                                                                           |
| Победа       | 28-6 (1) | Рой Нельсон             | КО (удары)                             | Bellator 207                                 | 12 октября 2018  | 1     | 4:59  | Анкасвилл, США          |                                                                           |
| Не состоялся | 27-6 (1) | Антон Вязигин           | NC (случайный тычок в глаз)            | M-1 Challenge 92: Kharitonov vs. Vyazigin    | 24 мая 2018      | 2     | 0:20  | Санкт-Петербург, Россия | Победа Харитонова решением большинства по итогам 1 раунда изменена на NC. |
| Победа       | 27-6     | Джоуи Бельтран          | Единогласное решение                   | RCC Russian Cagefighting Championship        | 25 февраля 2018  | 3     | 5:00  | Екатеринбург, Россия    |                                                                           |
| Победа       | 26-6     | Жерониму дус Сантус     | Болевой приём (Блокировка лодыжки)     | M-1 Challenge 81 — Battle in the Mountains 6 | 22 июля 2017     | 1     | 2:13  | Назрань, Россия         |                                                                           |
| Победа       | 25-6     | Рамо Тьери Сокуджу      | КО (удар)                              | M-1 Challenge 80 — Kharitonov vs. Sokoudjou  | 15 июня 2017     | 1     | 0:40  | Харбин, КНР             |                                                                           |
| Победа       | 24-6     | Чейз Гормли             | КО (удар)                              | Bellator 175                                 | 31 марта 2017    | 1     | 3:55  | Роузмонт, США           |                                                                           |
| Поражение    | 23-6     | Хави Айяла              | КО (удар)                              | Bellator 163                                 | 5 ноября 2016    | 1     | 0:16  | Анкасвилл, США          |                                                                           |
| Победа       | 23-5     | Кенни Гарнер            | ТКО (удары)                            | M-1 Challenge 59                             | 3 июля 2015      | 1     | 4:11  | Астана, Казахстан       |                                                                           |
| Победа       | 22-5     | Кенни Гарнер            | ТКО (Остановка врачом)                 | M-1 Challenge 53                             | 26 ноября 2014   | 3     | 2:01  | Пекин, Китай            |                                                                           |
| Победа       | 21-5     | Тайлер Ист              | KO (удары)                             | турнир PRIME                                 | 22 марта 2014    | 2     | 2:04  | Краснодар, Россия       |                                                                           |
| Победа       | 20-5     | Алексей Кудин           | TKO (удары)                            | M-1 Challenge 43                             | 16 ноября 2013   | 2     | 4:56  | Сургут, Россия          |                                                                           |
| Победа       | 19-5     | Джон Дельгадо           | Болевой приём («кимура»)               | «Чемпионат России по MMA»                    | 1 июня 2012      | 1     | 0:34  | Санкт-Петербург, Россия |                                                                           |
| Поражение    | 18-5     | Джош Барнетт            | Удушающий приём («треугольник» руками) | Strikeforce: Barnett vs. Kharitonov          | 10 сентября 2011 | 1     | 4:28  | Цинциннати, США         | Полуфинал Гран-при тяжёлого веса                                          |
| Победа       | 18-4     | Андрей Орловский        | KO (удары)                             | Strikeforce: Fedor vs. Bigfoot               | 12 февраля 2011  | 1     | 2:49  | Ист-Ратерфорд, США      |                                                                           |
| Победа       | 17-4     | Тацуя Мидзуно           | KO (удар коленом)                      | Dynamite! 2010                               | 31 декабря 2010  | 1     | 1:25  | Сайтама, Япония         |                                                                           |
| Поражение    | 16-4     | Джефф Монсон            | Удушающий приём (удушение «север-юг»)  | Dream 8                                      | 5 апреля 2009    | 1     | 1:42  | Нагоя, Япония           |                                                                           |
| Победа       | 16-3     | Джимми Амбрис           | Сдача из-за ударов                     | Dream 6                                      | 23 сентября 2008 | 1     | 2:15  | Сайтама, Япония         |                                                                           |
| Победа       | 15-3     | Алистар Оверим          | KO (удар)                              | K-1 HERO’S Tournament Final                  | 17 сентября 2007 | 1     | 4:21  | Канагава, Япония        |                                                                           |
| Победа       | 14-3     | Майк Руссоу             | Болевой приём («рычаг локтя»)          | Pride 33                                     | 24 февраля 2007  | 1     | 3:46  | Лас-Вегас, США          |                                                                           |
| Поражение    | 13-3     | Александр Емельяненко   | TKO (удары)                            | Pride Final Conflict Absolute                | 10 сентября 2006 | 1     | 6:45  | Сайтама, Япония         |                                                                           |
| Поражение    | 13-2     | Алистар Оверим          | TKO (удары коленями)                   | Pride 31                                     | 26 февраля 2006  | 1     | 5:13  | Сайтама, Япония         |                                                                           |
| Победа       | 13-1     | Фабрисиу Вердум         | Раздельное решение                     | Pride 30                                     | 23 октября 2005  | 3     | 5:00  | Сайтама, Япония         |                                                                           |
| Победа       | 12-1     | Петер Мулдер            | Болевой приём («рычаг локтя»)          | Rings Russia: CIS vs. The World              | 20 августа 2005  | 1     | 6:16  | Екатеринбург, Россия    |                                                                           |
| Победа       | 11-1     | Педру Риззу             | TKO (удары)                            | Pride Critical Countdown 2005                | 26 июня 2005     | 1     | 2:02  | Сайтама, Япония         |                                                                           |
| Победа       | 10-1     | Чхве Му Бэ              | KO (удар)                              | Pride 29                                     | 20 февраля 2005  | 1     | 3:24  | Сайтама, Япония         |                                                                           |
| Поражение    | 9-1      | Антониу Родригу Ногейра | Единогласное решение                   | Pride Final Conflict 2004                    | 15 августа 2004  | 2     | 5:00  | Сайтама, Япония         | Полуфинал Гран-при в тяжёлом весе                                         |
| Победа       | 9-0      | Сэмми Схилт             | TKO (удары)                            | Pride Critical Countdown 2004                | 20 июня 2004     | 1     | 9:19  | Сайтама, Япония         |                                                                           |
| Победа       | 8-0      | Мурилу Руа              | KO (удары)                             | Pride Total Elimination 2004                 | 25 апреля 2004   | 1     | 4:14  | Сайтама, Япония         |                                                                           |
| Победа       | 7-0      | Кори Питерсон           | Болевой приём («рычаг локтя»)          | Pride 27                                     | 1 февраля 2004   | 1     | 1:23  | Осака, Япония           |                                                                           |
| Победа       | 6-0      | Джейсон Сатти           | Болевой приём («рычаг локтя»)          | Pride Bushido 1                              | 5 октября 2003   | 1     | 2:25  | Сайтама, Япония         |                                                                           |
| Победа       | 5-0      | Давид Швелидзе          | Болевой приём                          | Турнир настоящих мужчин 8                    | 20 марта 2003    | 1     | 1:00  | Екатеринбург, Россия    |                                                                           |
| Победа       | 4-0      | Османли Вагабов         | Болевой приём                          | Турнир настоящих мужчин 8                    | 20 марта 2003    | 1     | 0:47  | Екатеринбург, Россия    |                                                                           |
| Победа       | 3-0      | Роман Савочка           | TKO (травма)                           | Brilliant 2: Yalta’s Brilliant 2000          | 11 августа 2000  | 1     | 3:11  | Ялта, Украина           |                                                                           |
| Победа       | 2-0      | Вячеслав Колесник       | TKO (удар)                             | Brilliant 2: Yalta’s Brilliant 2000          | 11 августа 2000  | 1     | 1:26  | Ялта, Украина           |                                                                           |
| Победа       | 1-0      | Замир Сыргабаев         | Сдача из-за ударов                     | Brilliant 2: Yalta’s Brilliant 2000          | 11 августа 2000  | 1     | 2:43  | Ялта, Украина           |                                                                           |

#### Кикбоксинг
| №  | Результат | Рекорд | Соперник       | Способ               | Ивент                                            | Место проведения        | Дата            | Раунд | Время | Комментарии            |
| -- | --------- | ------ | -------------- | -------------------- | ------------------------------------------------ | ----------------------- | --------------- | ----- | ----- | ---------------------- |
| 10 | Победа    | 6-4    | Андерсон Силва | TKO (удары)          | W5 26                                            | Москва, Россия          | 11 октября 2014 | 2     | 2:50  |                        |
| 9  | Поражение | 5-4    | Андерсон Силва | Единогласное решение | Glory 16                                         | Брумфилд, Колорадо, США | 3 мая 2014      | 3     | 3:00  |                        |
| 8  | Победа    | 5-3    | Жером Ле Банне | Единогласное решение | Glory 13                                         | Токио, Япония           | 21 декабря 2013 | 3     | 3:00  |                        |
| 7  | Победа    | 4-3    | Дэниел Сэм     | Единогласное решение | Glory 11                                         | Чикаго, Иллинойс, США   | 12 октября 2013 | 3     | 3:00  |                        |
| 6  | Поражение | 3-3    | Рико Верхувен  | Единогласное решение | DREAM 18 & GLORY 4                               | Сайтама, Япония         | 31 декабря 2012 | 2     | 2:00  |                        |
| 5  | Победа    | 3-2    | Марк Миллер    | KO (правый хук)      | United Glory 15                                  | Москва, Россия          | 23 марта 2012   | 1     | 1:36  |                        |
| 4  | Победа    | 2-2    | Майти Мо       | KO (правый апперкот) | United Glory 2010—2011 World Series: Final Round | Москва, Россия          | 28 мая 2011     | 1     | 1:56  |                        |
| 3  | Поражение | 1-2    | Джайдип Сингх  | TKO (удары)          | K-1 World Grand Prix 2010 Final                  | Токио, Япония           | 11 декабря 2010 | 1     | 2:58  |                        |
| 2  | Победа    | 1-1    | Такуми Сато    | KO (удары)           | K-1 World Grand Prix 2010 in Seoul Final 16      | Сеул, Республика Корея  | 2 октября 2010  | 1     | 2:50  |                        |
| 1  | Поражение | 0-1    | Даниэль Гита   | TKO (лоукики)        | K-1 World Grand Prix 2009 Final                  | Иокогама, Япония        | 5 декабря 2009  | 3     | 0:36  | Резервный бой Гран-при |

#### Профессиональный бокс
В таблице перечислены результаты всех поединков боксёров.
В каждой строке указан результат поединка. Дополнительно номер поединка обозначен цветом, который обозначает итог поединка. Расшифровка обозначений и цветов представлена в нижеследующей таблице.
| Пример | Расшифровка                     |
| ------ | ------------------------------- |
|        | Победа                          |
|        | Ничья                           |
|        | Поражение                       |
|        | Планируемый поединок            |
|        | Поединок признан несостоявшимся |
| КО     | Нокаут                          |
| ТКО    | Технический нокаут              |
| PTS    | Решение судей (по очкам)        |
| UD     | Единогласное решение судей      |
| MD     | Решение большинства судей       |
| SD     | Раздельное решение судей        |
| RTD    | Отказ от продолжения боя        |
| DQ     | Дисквалификация                 |
| NC     | Поединок признан несостоявшимся |

| 2 поединка, 2 победы (2 нокаутом). | 2 поединка, 2 победы (2 нокаутом). | 2 поединка, 2 победы (2 нокаутом). | 2 поединка, 2 победы (2 нокаутом).                                   | 2 поединка, 2 победы (2 нокаутом). | 2 поединка, 2 победы (2 нокаутом). |
| Бой                                | Дата                               | Соперник                           | Место проведения                                                     | Раундов                            | Примечание                         |
| ---------------------------------- | ---------------------------------- | ---------------------------------- | -------------------------------------------------------------------- | ---------------------------------- | ---------------------------------- |
| 2-0                                | 12 июня 2021                       | Осборн Мачимана (23-14-2)          | Казино М-1, д. Судиловичи, 608 км шоссе М-1 Брест-Москва, Белоруссия | KO 3 (8), 2:56                     |                                    |
| 1-0                                | 11 сентября 2020                   | Дэнни Уильямс (54-28)              | БЦ «Химки», Химки, Россия                                            | TKO 2 (6), 2:25                    | Дебют в профессиональном боксе.    |

## Личная жизнь и деятельность вне спорта
В 2012 году Харитонов совместно с Алексеем Олейником принял участие в проекте «M-1 Fighter» телеканала «Боец» в качестве ведущего.
Помимо этого он принимал участие в благотворительных акциях.
Отец шести детей.

## Инциденты
13 ноября 2020 года в Москве в Лужниках на него напал другой боец ММА Адам Яндиев.